# Дурсунбей (ільче)
Дурсунбей (тур. Dursunbey) — ільче (округ) у складі ілу Баликесір на заході Туреччини. Адміністративний центр — місто Дурсунбей.

## Склад
До складу ільче (округу) входить 4 буджаки (райони) та 103 населених пункти (1 місто та 102 села):
| Поселення | Площа, км² | Населення, осіб (2010) | Центр     | Населені пункти |
| --------- | ---------- | ---------------------- | --------- | --------------- |
| Гьокчедаг | -          | 2757                   | Гьокчедаг | 21              |
| Дурсунбей | -          | 34219                  | Дурсунбей | 57              |
| Каваджик  | -          | 5180                   | Каваджик  | 15              |
| Кіреч     | -          | 1360                   | Кіреч     | 10              |

### Найбільші населені пункти
| №  | Населений пункт | Населення, осіб (2010) |
| -- | --------------- | ---------------------- |
| 1  | Дурсунбей       | 16 924                 |
| 2  | Дурабейлер      | 1 063                  |
| 3  | Селімага        | 1 034                  |
| 4  | Сагирлар        | 896                    |
| 5  | Делідже         | 873                    |
| 6  | Каваджик        | 824                    |
| 7  | Гьобюл          | 805                    |
| 8  | Сабанлар        | 719                    |
| 9  | Хамзаджик       | 684                    |
| 10 | Гюгю            | 634                    |